# Albert Luthulistraat

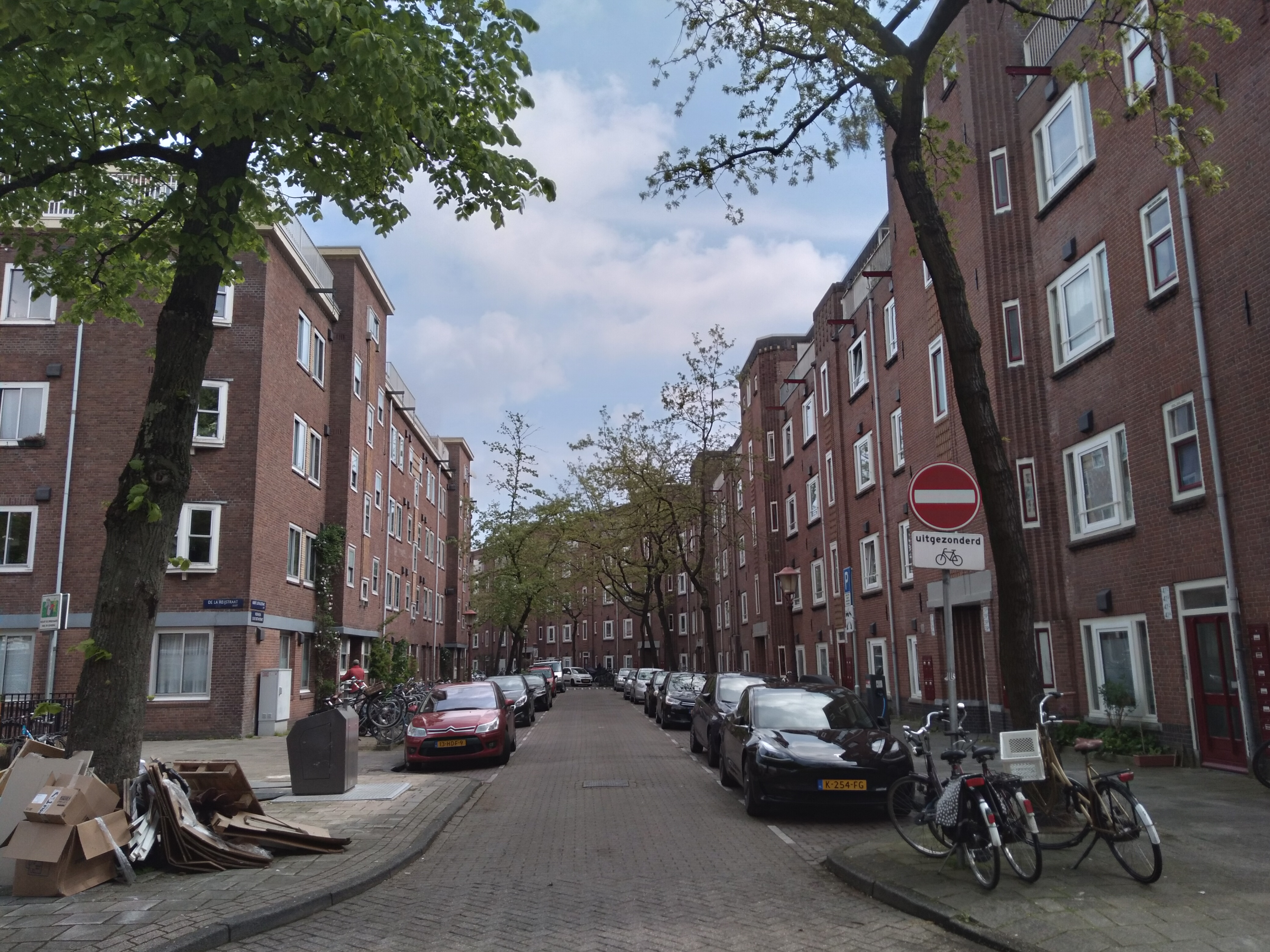
Inkijk Albert Luthulistraat vanaf de De la Reystraat (mei 2021)

Albert Luthulistraat is een straat in Amsterdam-Oost, Transvaalbuurt.

## Louis Bothastraat
De straat begint aan de Schalk Burgerstraat (vernoemd naar Schalk Burger) en eindigt op de van de Reystraat (Koos de la Rey). De straat kreeg haar naam in de nazomer van 1904 toen de gemeente Amsterdam in deze latere Transvaalbuurt straten en pleinen vernoemde naar personen en zaken die te maken hadden met de Zuid-Afrikaanse Republiek/Transvaal. In dit geval betrof de vernoeming Louis Botha, die overigens toen nog in leven was. De straat werd pas volgebouwd na de Eerste Wereldoorlog toen de stad hier aankwam. In aanloop op de Tweede Wereldoorlog kregen hier veel Joodse gezinnen onderdak vanwege hun slechte woonomstandigheden in Amsterdam-Centrum. Tijdens die Tweede Wereldoorlog raakte de straat ontvolkt door deportaties door de Duitse bezetter. Na de oorlog vulde de wijk zich weer.   
In de jaren tachtig kwam er weerstand tegen de historische vernoemingen van de straten in de buurt. Dat had deels te maken met de komende vestiging van een kantoor van het Afrikaans Nationaal Congres in Amsterdam. Er werd druk overleg gevoerd binnen de gemeenteraad. Een groep antiapartheidactivisten drong er bij diverse partijen op aan de straat- en pleinnamen te wijzigen. Niet iedereen zag dat zitten, want een dergelijke grote operatie brengt veel kosten met zich mee, niet alleen voor de gemeente maar ook voor bewoners. Het eindresultaat was dat het overgrote deel van straten en pleinen haar naam behield, maar de Louis Bothastraat kreeg een andere naam. Dat had niet zozeer te maken met Louis Botha, maar met Pieter Willem Botha (geen directe familie), in die jaren president van Zuid-Afrika en beschermer van het systeem van apartheid. De verdeelde gemeente verkoos de naam te wijziging in Albert Luthulistraat, een vernoeming naar Albert Luthuli, eens president van het ANC. Tegenstanders wezen nog op het verloren gaan van de historische betekenis van de straat in de Tweede Wereldoorlog, eventuele nakomelingen uit Joodse gezinnen zouden door de naamswijziging de straat niet meer kunnen terugvinden. Op 10 juni 1987 hakte de raad de knoop door: Albert Luthulistraat. Amper een paar dagen later kwam burgemeester Ed van Thijn het beeld Monument tegen apartheid en racisme van Pépé Grégoire onthullen; het enige kunstwerk in de straat. Zoals gebruikelijk werden de straatnaambordjes Louis Bothastraat verwijderd en vervangen door Albert Luthulistraat. De buurt bleef echter protesteren vanwege de “geschiedvervalsing” en kreeg het in de winter van 1988/1989 voor elkaar dat het straatnaambord Albert Luthulistraat een ander bordje onder of boven zich kreeg: "Voorheen Louis Bothastraat". Het is een van de weinige straten in Amsterdam, die een dergelijke constructie kent (een ander is Kadoelenweg/Zuideinde).

## Gebouwen
De bebouwing aan de straat bestaat uit twee bouwblokken, die allebei gebouwd werden door het Woningbedrijf Amsterdam:
- de oneven kant met huisnummer 1 tot en met 41 staan aan de zuidkant; het maakt deel uit van een veel groter woonblok, dat doorloopt in de Schalk Burgerstraat, de la Reystraat en Kraaipanstraat. Het ontwerp van het blok werd door Hendrik Petrus Berlage uitbesteed aan Jan Gratama en Gerrit Versteeg.
- de even zijde met huisnummers 2 tot en met 32 is ontworpen door W. Bruin van het Woningbedrijf zelf.

## Luthuliplein
Amsterdam kent ook een Luthuliplein; deze ligt in Amsterdam-Zuidoost.

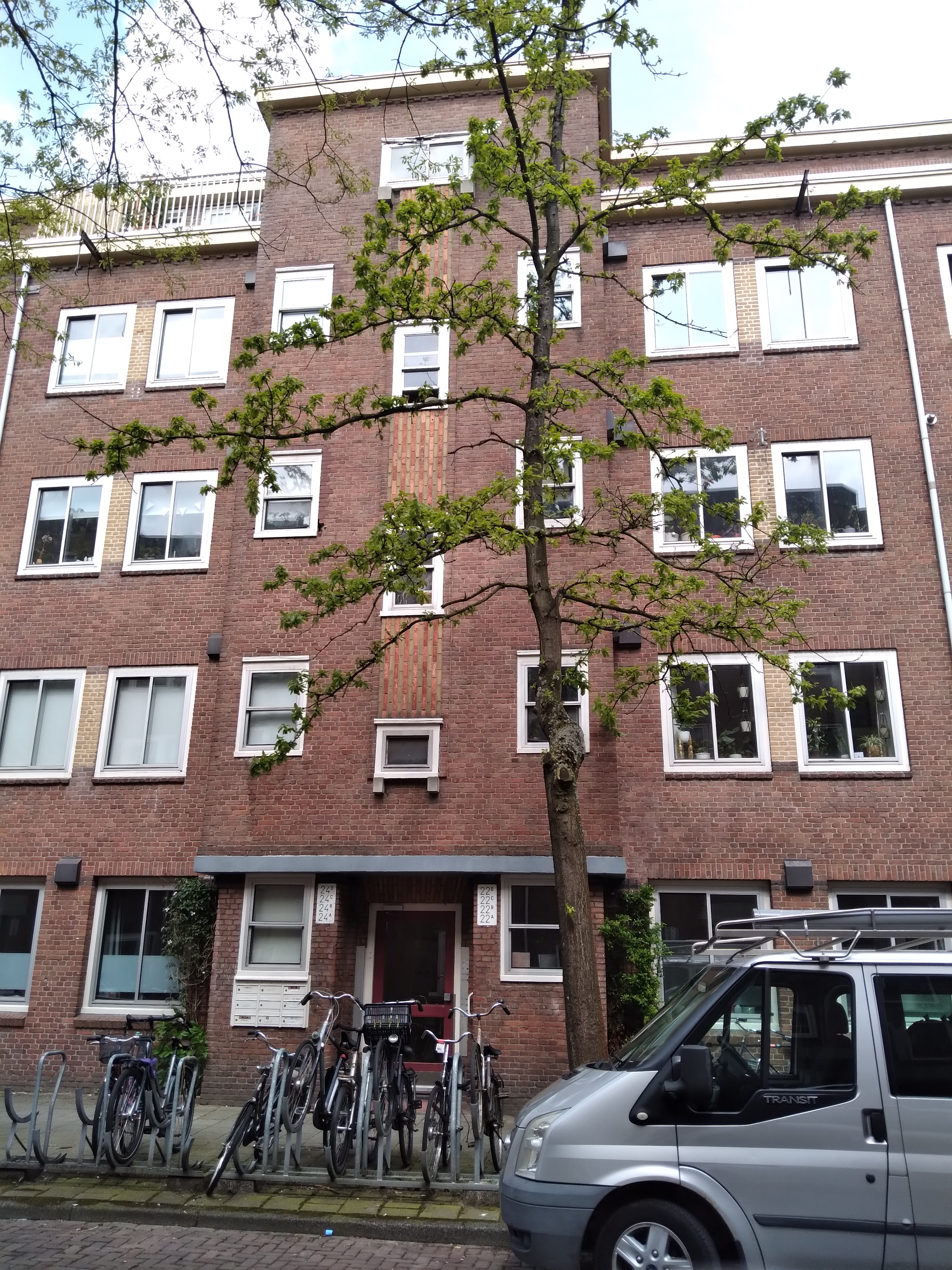
Trappenhuis aan even zijde (mei 2021)

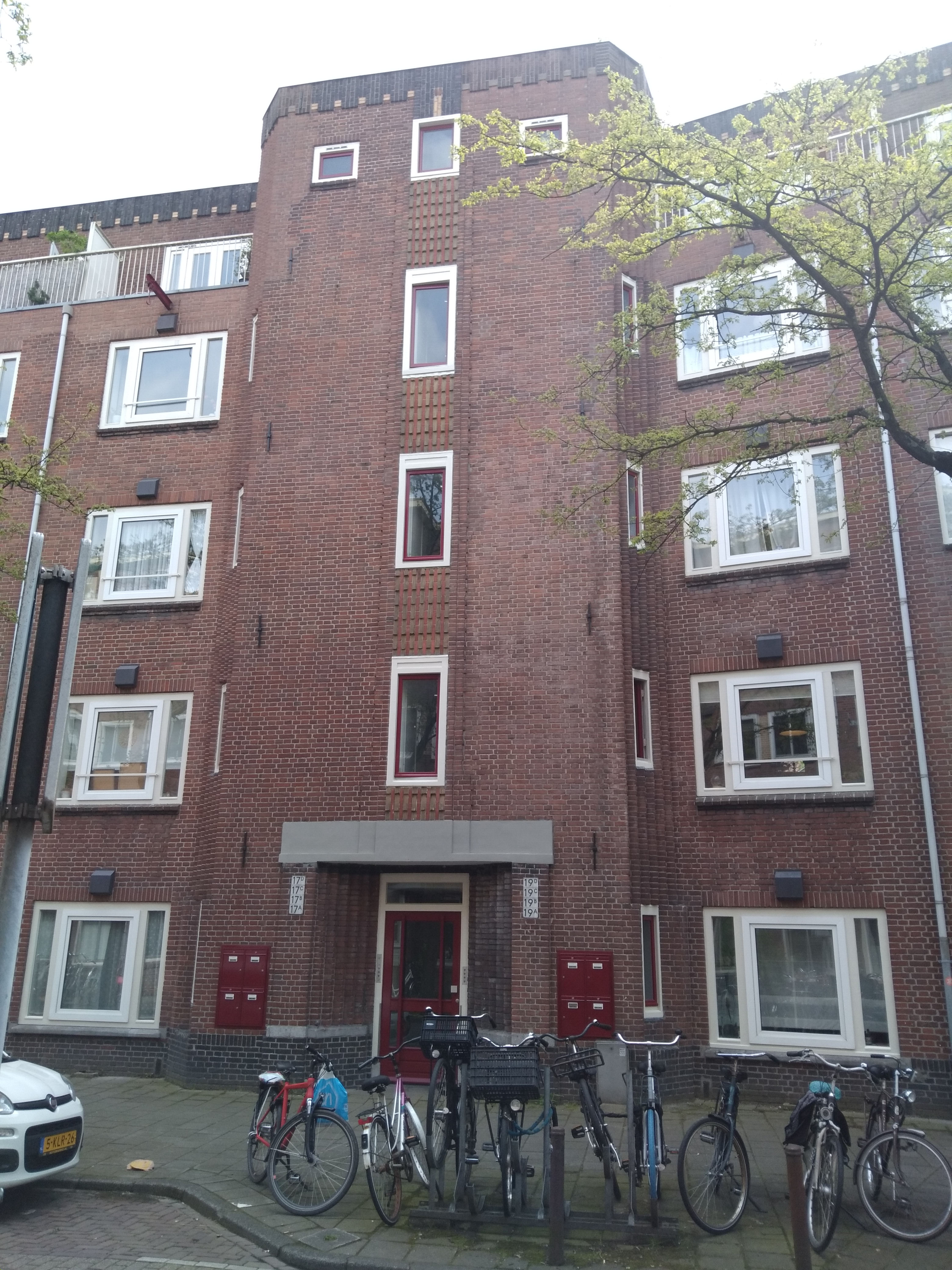
Trappenhuis oneven zijde (mei 2021)